# UltraSPARC T1
El microprocesador de Sun Microsystems UltraSPARC T1 (antes conocido por su nombre código de desarrollo "Niágara") es una Unidad central de procesamiento (CPU) multihilo y multi núcleo que prometía bajar el consumo de energía de los servidores. La CPU típicamente consume 72 W a 1,2 GHz. 
El T1 es una implementación del microprocesador SPARC que está conforme a la especificación 2005 de la arquitectura de UltraSPARC y ejecuta el sistema de instrucción completo de SPARC v9. SUN ha producido dos procesadores multinúcleo, anteriores: el UltraSPARC IV y el UltraSPARC IV+. El UltraSPARC T1 es su primer microprocesador multinúcleo y multihilo. 
El procesador está disponible con cuatro, seis u ocho núcleos. Cada core es capaz de manejar cuatro hilos. Así, el procesador es capaz de procesar hasta 32 hilos simultáneamente